# Omnium Motor Company
Omnium Motor Company Ltd. war ein britischer Hersteller von Automobilen und Lastkraftwagen.

## Unternehmensgeschichte
Das Unternehmen hatte seinen Sitz an der Great Portland Street in London. Ab 1911 entstanden Lkw. 1913 begann die Produktion von Pkw. Der Markenname lautete jeweils Omnium. 1914 endete die Produktion. Im Jahr 1914 wurden sechs Pkw dieses Herstellers in Australien zugelassen.

## Fahrzeuge
Im Angebot standen Kleinwagen. Das erste Modell hatte einen wassergekühlten Zweizylindermotor, ein Dreiganggetriebe und Kardanantrieb zur Hinterachse. Es ähnelte dem Modell 8 HP von Eagle Motor Manufacturing. Der Neupreis betrug 135 Pfund. Ein späteres Modell hatte einen Vierzylindermotor mit 1094 cm³ Hubraum. Auffallend war der Spitzkühler. Der Preis betrug 180 Pfund.